# Claudio Albertani
Claudio Albertani (Milán, 1952) es un politólogo, investigador, académico, historiador y periodista italiano  radicado en México. Está especializado en la vida y obra del pintor y grabador ruso-mexicano, Vladímir Kibálchich Rusakov.

## Biografía
Nacido en Milán, Italia en 1952, obtuvo una licenciatura en ciencias políticas por la Universidad de Milán. Posteriormente realizó un doctorado en estudios latinoamericanos por el Centro de Estudios Latinoamericanos (CELA) de la Universidad Nacional Autónoma de México (UNAM).
Se desempeña como profesor de tiempo completo en la Academia de Historia de la Universidad Autónoma de la Ciudad de México (UACM) y es fundador del Centro Cultural Vlady dentro de la misma institución. Así mismo es miembro de la Comisión Civil Internacional de Observación por los Derechos Humanos, corresponsal para la emisora independiente Radio Onda d’urto de Brescia, Italia, y colaborador de los diarios Il Manifesto y Liberazione así como de las fundaciones Andreu Nin y Víctor Serge.
Ha sido autor, coautor y coordinador de múltiples ensayos sobre las luchas indígenas en Guatemala y Chiapas, así como sobre el movimiento anarquista y los movimientos contra la globalización neoliberal. Entre sus publicaciones destacadas se encuentran E vennero come il vento. Immagini e parole dal Chiapas in rivolta (1997), Imperio y movimientos sociales en la edad global (2004), El espejo de México: crónicas de barbarie y resistencia (2009), y Pensar las autonomías alternativas de emancipación al capital y el Estado (2011). Así mismo ha coordinado la edición crítica de El príncipe de Maquiavelo (2008) y ¿Qué es la propiedad? de Proudhon (2009).

## Publicaciones seleccionadas

### Antologías
- Claudio Albertani (Coord.). La noche de Iguala y el despertar de México: textos, imagenes y poemas contra la barbarie (Primeraición edición). México: Juan Pablos Editor. ISBN 9786077113003.

### Crónica
- Albertani, Claudio (2009). El espejo de México: crónicas de barbarie y resistencia (1aición edición). México: Altres Costa-Amic. ISBN 9789686977080.

### Ensayos
- Albertani, Claudio; Boldrini, Massimo; Ranieri, Paolo (1997). E vennero come il vento. Immagini e parole dal Chiapas in rivolta. Massari Editore. ISBN 9788845701016.
- Albertani, Claudio (2004). Imperio y movimientos sociales en la edad global. Universidad de la Ciudad de México. ISBN 9789685720342.
- Adamovsky, Ezequiel; Albertani, Claudio (2011). Pensar las autonomías alternativas de emancipación al capital y el Estado. Sísifo ediciones. ISBN 9789200607028.

### Traducciones
- Víctor Serge (2022). Diarios de un Revolucionario (1936-1947) (1st edición). Bogotá: Universidad Autónoma de la Ciudad de México. ISBN 9786078692651. (traducido al español)